# John Douglas Hazen
Pour les articles homonymes, voir Hazen.
John Douglas Hazen (1860-1937) est un avocat et homme politique canadien, premier ministre du Nouveau-Brunswick.

## Biographie
John Douglas Hazen naît le 5 juin 1860 à Oromocto, au Nouveau-Brunswick. Il suit des études en Droit à l'Université du Nouveau-Brunswick et est admis au barreau comme procureur le 28 juin 1882, puis avocat le 28 juin 1883.
Parallèlement à son activité professionnelle, il entame une carrière politique, d'abord localement en étant conseiller municipal à Fredericton de 1885 à 1888, puis maire de cette même ville de 1888 à 1889.
Conservateur, il se lance ensuite au fédéral en étant élu député de la Cité et du Comté de Saint-Jean le 5 mars 1891 mais est battu aux élections suivantes en 1896 par Joseph John Tucker.
Il se tourne alors vers la politique provinciale et est élu député de la circonscription de Sunbury le 18 février 1899, siège qu'il conservera jusqu'au 10 octobre 1911. Durant cette période, il est chef de l'opposition de 1899 à 1908 puis devient premier ministre du Nouveau-Brunswick le 24 mars 1908. Jusqu'à la fin de son mandat, le 10 octobre 1911, il est également procureur général.
Il retourne à nouveau au fédéral en retrouvant son siège de député de la Cité et du Comté de Saint-Jean par acclamation lors d'une élection partielle le 27 octobre 1911 due à la démission de John Waterhouse Daniel. Sous le gouvernement Borden, il est nommé ministre de la marine et des pêcheries du 10 octobre 1911 au 11 octobre 1917. Pour services rendus à la couronne, il est fait chevalier commandeur de l'Ordre de Saint-Michel et Saint-George en 1918.
Après sa carrière politique, il devient juge en chef de la Cour d'appel du Nouveau-Brunswick de 1917 jusqu'à sa démission le 31 janvier 1935.
Il meurt le 27 décembre 1937 et est enterré au cimetière Fernhill de Saint-Jean.